# Patrick Bürger
Patrick Bürger (* 27. Juni 1987 in Oberwart) ist ein österreichischer Fußballspieler auf der Position eines Stürmers.

## Karriere
Patrick Bürgers erster Verein war der SC Bad Tatzmannsdorf in den unteren burgenländischen Ligen. Bürger, der als eines der größten Talente des östlichsten Bundeslandes gilt, wechselte von Bad Tatzmannsdorf zum BNZ Burgenland. Vom Bundesnachwuchszentrum wechselte er dann 2004 direkt in die österreichische Bundesliga zum SV Mattersburg. Seine Position ist die des Stürmers. 2008 wechselte er zum TSV Hartberg. In der Saison 2009/10 wurde er in der zweiten österreichischen Liga Torschützenkönig und zum besten Spieler der Saison gewählt. Mit Beginn der Saison 2010/11 wechselte er zurück zum SV Mattersburg. Der Verein stellte nach der Saison 2019/20 den Spielbetrieb ein.
Daraufhin wechselte er zur Saison 2020/21 zum Zweitligisten SV Lafnitz. In der Saison 2020/21 kam er zu 20 Zweitligaeinsätzen für die Steirer, in denen er dreimal traf. In der Saison 2021/22 kam der Stürmer bis zur Winterpause ausschließlich für die viertklassigen Amateure der Lafnitzer zum Einsatz. Daraufhin verließ er den Verein im Jänner 2022 und wechselte zum viertklassigen SC Pinkafeld, bei dem er bereits in seiner Jugend gespielt hatte.

## Erfolge
- 1× Spieler des Jahres Erste Liga: 2009/10[3]